# SpaceX CRS-20
SpaceX CRS-20 (alternativně SpX-20, nebo jednoduše CRS-20) je dvacátá a zároveň poslední z pěti misí, které byly objednány jako druhé prodloužení původního kontraktu Commercial Resupply Services uzavřeného mezi společností SpaceX a NASA na zásobovací mise kosmické lodi Dragon k Mezinárodní vesmírné stanici (ISS). Celkově šlo o dvacátý druhý let Dragonu do vesmíru (pokud počítáme i demo lety C1 a C2+). Statický zážeh před startem proběhl  1. 3. 2020 ve 17:00 SEČ.

## Užitečné zatížení
Mise CRS-21 vynesla na ISS 1977 kg nákladu, z toho 1509 kg v hermetizované a 468 kg v nehermetizované části.
- Vědecké výzkumy: 960 kg
- Hardware vozidla: 219 kg
- Zásoby pro posádku: 273 kg
- Vybavení pro EVA: 56 kg
- Počítačové přístroje: 1 kg
- Nehermetizované užitečné zatížení: platforma Bartolomeo 468 kg
- Pohonné hmoty: 705 kg
- Voda: 420 kg[2][3]